# George Chapman
George Chapman (født 1559, død 12. maj 1634) var en engelsk dramatiker og lyrisk digter samt oversætter.
Chapmans ry i nutiden hviler først og fremmest på hans Homer-oversættelse, hvoraf Iliaden udkom 1598, og Odysseen 1614. Den ansåes længe af mange for den bedste Homer-oversættelse på engelsk (Keats: On first looking into Chapman's Homer).
1598 fuldendte han Marlowes digt Hero and Leander. Han har dels alene, dels sammen med andre, skrevet en række skuespil, både komedier og tragedier. 
Blandt komedierne er East-ward Ho (1605), som han skrev i forening med Ben Jonson og John Marston, den betydeligste og interessanteste, også fordi den giver et udmærket billede af livet i det gamle London. 
Af hans tragedier må nævnes: Bussy d'Ambois (1607) og dens fortsættelse: Bussy d'Ambois, his Revenge (1613) samt The Conspiracy of Byron (1608). 
Hans stil er tung og hyppig meget uklar, så selv Swinburne, der nærte stor forkærlighed for Chapman, må indrømme, at han, "hvor han stiger højest, giver læseren en følelse af svimmelhed, og i sin rigeste fylde ofte betænkelig nærmer sig det svulstige«. 
Én værdifuld udgave af hans værker er udgivet af Richard Herne Shepherd med indledning af A. Ch. Swinburne (Works, 3 bind, London 1874). Swinburnes afhandling er udkommet særskilt. 